# Эльбеза
Эльбеза — посёлок в Таштагольском районе Кемеровской области. Входит в состав Усть-Кабырзинского сельского поселения.

## География
Центральная часть населённого пункта расположена на высоте 483 м над уровнем моря.

## Население
| 2010 |
| ---- |
| 47   |

### Половой состав
По данным Всероссийской переписи населения 2010 года, в посёлке Эльбеза проживало 47 человек (27 мужчин, 20 женщин).